# Mistrzostwa Europy juniorów do lat 10 w szachach
Mistrzostwa Europy juniorów do lat 10 w szachach – rozgrywki szachowe, mające na celu wyłonienie najlepszych juniorów Europy w kategorii wiekowej do 10 lat, organizowane corocznie od 1991 roku.

## Medaliści mistrzostw Europy juniorów do lat 10
| Rok  | Miasto          | Juniorzy                                                           | Juniorki                                                                | Źródła                           |
| ---- | --------------- | ------------------------------------------------------------------ | ----------------------------------------------------------------------- | -------------------------------- |
| 1991 | Mamaja          | 1. Adrien Leroy 2. Sebastian Tudorie 3. Pavel Klimsa               | 1. Sabina Popescu 2. Alina Calota 3. Carmen Voicu                       | „Szachista” nr 9/1991, str. 285  |
| 1992 | Rymawska Sobota | 1. Krzysztof Gratka 2. Jewgienij Kobyłkin 3. Denis Berezjuk        | 1. Regina Pokorná 2. Jana Jacková 3. J.Khan                             | „Szachista” nr 11/1992, str. 325 |
| 1993 | Szombathely     | 1. Étienne Bacrot 2. Dimitrios Mastrowasilis 3. O.Ostapiuk         | 1. Viktorija Čmilytė 2. Ljubka Georgiewa 3. Miriam Geczi                | „Szachista” nr 9/1993, str. 258  |
| 1994 | Băile Herculane | 1. Gadir Gusejnow 2. Vlad-Cristian Jianu 3. Davit Petrosian        | 1. Aleksandra Kostieniuk 2. Alina Motoc 3. Tícia Gara                   | „Szachista” nr 8/1994, str. 228  |
| 1995 | Verdun          | 1. Arkadij Naiditsch 2. Aleksandr Riazancew 3. Jan Smeets          | 1. Nadieżda Kosincewa 2. Elisabeth Pähtz 3. Siranusz Andriasian         | „Szachista” nr 9/1995, str. 263  |
| 1996 | Rymawska Sobota | 1. Tejmur Radżabow 2. Wugar Gaszimow 3. Gadir Gusejnow             | 1. Tatjana Kosincewa 2. Tamara Czistiakowa 3. Joanna Worek              | „Szachista” nr 9/1996, str. 265  |
| 1997 | Tallinn         | 1. Tejmur Radżabow 2. David Baramidze 3. Jewgienij Tomaszewski     | 1. Nana Dzagnidze 2. Anna Muzyczuk 3. Jewgienija Naidica                | „Szachista” nr 10/1997, str. 309 |
| 1998 | Mureck          | 1. Dmytro Tiszyn 2. David Baramidze 3. Michael Metzger             | 1. Anna Muzyczuk 2. Laura Rogule 3. Diana Arutiunowa                    | „Szachista” nr 10/1998, str. 259 |
| 1999 | Litochoron      | 1. Siergiej Kariakin 2. Maxim Rodshtein 3. Dawit Dżodżua           | 1. Silvia-Raluca Sgircea 2. Anna Muzyczuk 3. Tamar Gachokidze           |                                  |
| 2000 | Kallithea       | 1. Jan Niepomniaszczij 2. David Howell 3. Paweł Potapow            | 1. Anna Muzyczuk 2. Madona Bokuczawa 3. Ana Butskrikidze                |                                  |
| 2001 | Kallithea       | 1. Wołodymyr Oniszczuk 2. Dawit Benidze 3. Pawło Krugljakow        | 1. Jelena Tairowa 2. Warwara Riepina 3. Marija Muzyczuk                 |                                  |
| 2002 | Peníscola       | 1. Eltaj Safarli 2. Sanan Siugirow 3. Mustafa Yilmaz               | 1. Marija Muzyczuk 2. Anastasija Sawina 3. Anastasija Bodnaruk          |                                  |
| 2003 | Budva           | 1. Samwel Ter-Sahakian 2. Sanan Siugirow 3. German Bazejew         | 1. Nazi Paikidze 2. Alina Kaszlinska 3. Karolína Olšarová               |                                  |
| 2004 | Ürgüp           | 1. Robert Aghasarian 2. Dmytro Kigel 3. Dariusz Świercz            | 1. Meri Arabidze 2. Natia Jalabadze 3. Anastasija Ziaziulkina           |                                  |
| 2005 | Herceg Novi     | 1. Konstantin Nikołogorski 2. Ulvi Bajarani 3. Kiprian Berbatow    | 1. Warwara Mestnikowa 2. Sabina Ibrahimowa 3. Aleksandra Lach           |                                  |
| 2006 | Herceg Novi     | 1. Arseny Szurunow 2. Illa Nyżnyk 3. Daniił Dubow                  | 1. Daria-Ioana Visanescu 2. Tekla Maczaraszwili 3. Kristina Kolesnikowa |                                  |
| 2007 | Szybenik        | 1. Kiriłł Aleksiejenko 2. Grigorij Oparin 3. Danił Juffa           | 1. Cecile Haussernot 2. Anna Stjażkina 3. Arina Kisielewa               |                                  |
| 2008 | Herceg Novi     | 1. Cemil Can Ali Marandi 2. Wołodymyr Wietoszko 3. Pawło Woroncow  | 1. Liza Kistienewa 2. Julia Osmak 3. Ewa Harazińska                     |                                  |
| 2009 | Fermo           | 1. Benjamin Gledura 2. Jewgienij Sztembuljak 3. Francesco Rambaldi | 1. Anna Wasenina 2. Ajdan Hodżdżatowa 3. Agnieszka Dmochowska           |                                  |
| 2010 | Batumi          | 1. Viktor Gažík 2. Michaił Nikitenko 3. Leonid Małcew              | 1. Oliwia Kiołbasa 2. Nata Dżibuti 3. Nino Dżałagonia                   |                                  |
| 2011 | Albena          | 1. Evgenios Ioannidis 2. Abdulla Qadimbayli 3. Saar Drori          | 1. Alicja Śliwicka 2. Annamaria Marjanovics 3. Alina Byczkowa           |                                  |
| 2012 | Praga           | 1. Andriej Jesipienko 2. Wyktor Matwyszen 3. Kyrył Szewczenko      | 1. Anastasija Zotowa 2. Jelizawieta Sołożenkina 3. Nurgiuł Salimowa     |                                  |
| 2013 | Budva           | 1. Kagan Aydincelebi 2. Arsenij Niesterow 3. David Gavrilescu      | 1. Anastasia Vuller 2. Jelizawieta Sołożenkina 3. Nurgiuł Salimowa      |                                  |
| 2014 | Batumi          | 1. Mamikon Gharibjan 2. Ahmet Utku Üzümcü 3. Nikolozi Kaczarawa    | 1. Malak Ismail 2. Mariam Mykyrtczian 3. Anastasija Sinicyna            |                                  |